# Let's not fall in love
「Let's not fall in love」（レッツノットフォールインラブ、朝鮮語: 우리 사랑하지 말아요）は、BIGBANGの楽曲。
GD&T.O.Pのユニット曲「ZUTTER」とともに2015年8月5日発売の韓国7thシングル「MADE SERIES：E」に初収録された。
日本では2016年2月3日発売の暫定版5thアルバム『MADE SERIES』にて初収録され、2017年2月15日発売の完全版5thアルバム『MADE』にも収録された。
日本での表記は「Let's not fall in love -KR Ver.-」だが、この楽曲の日本語バージョンは製作されていない。
韓国では、ウリサラハジマラヨ（우리 사랑하지 말아요）とも呼ばれる。

## 概要
BIGBANGの3年振りカムバックプロジェクト「MADE」が2015年4月より始動。その一環として5月から毎月、新曲2曲ずつを収録したシングル「M」「A」「D」「E」を発売。その第四弾として、2015年8月5日に発売されたシングル「MADE SERIES : D」に「ZUTTER」とともに収録されたのが本曲である。
日本では、2015年8月12日にデジタルリリースし、2016年2月3日発売の暫定版5thアルバム「MADE SERIES」にて初収録された。2017年2月15日に発売する「MADE」。

## ミュージックビデオのキャスト
| メンバー | 女優           |
| -------- | -------------- |
| G-DRAGON | ソ・イェジ     |
| SOL      | ローレン・ツェ |
| T.O.P    | ハ・ヨンス     |
| D-LITE   | キム・ユンヒエ |
| V.I      | イ・ホジョン   |

## 収録アルバム
| 曲名                             | 収録アルバム      | 備考                                   |
| -------------------------------- | ----------------- | -------------------------------------- |
| Let's not fall in love -KR Ver.- | MADE SERIES       | BIGBANGの日本5thフルアルバム（暫定版） |
| Let's not fall in love -KR Ver.- | MADE              | BIGBANGの日本5thフルアルバム（完全版） |
| Let's not fall in love -KR Ver.- | MADE -KR EDITION- | BIGBANGの韓国3rdフルアルバム           |